# Greckie monety euro

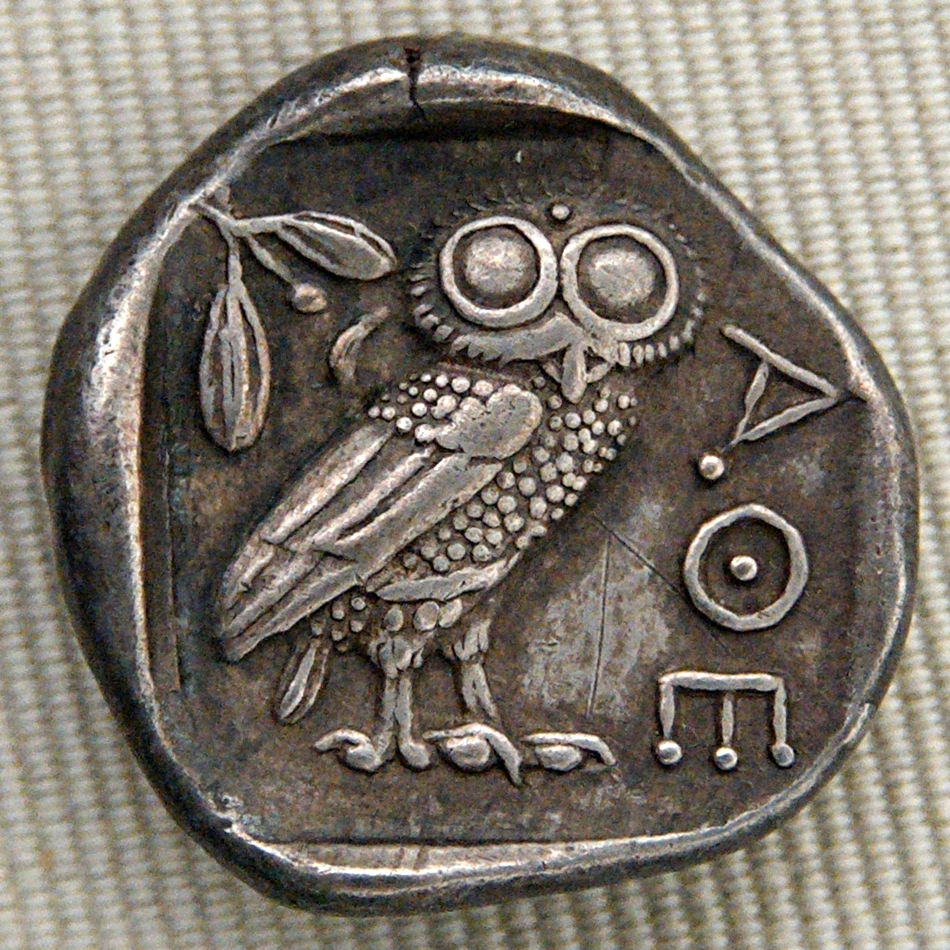
Tetradrachma z Aten (450 p.n.e.) z wizerunkiem sowy. Identyczna jest na 1 euro.

Autorem wszystkich awersów greckich monet euro jest Georges Stampatopoulos.
- 2 euro przedstawia scenę z mitologii greckiej: Bóg Zeus, przybrawszy postać byka uprowadza Europę, młodą kobietę, w której się zakochał.
- 1 euro przedstawia sowę, symbol mądrości Ateny. Wzór ten przyjęto z ateńskiej monety o nominale cztery drachmy z V wieku p.n.e.[potrzebny przypis]

- 50 centów przedstawia Elefteriosa Wenizelosa, siedmiokrotnego premiera i reformatora.
- 20 centów przedstawia Joanisa Kapodistriasa, pierwszego prezydenta
- 10 centów przedstawia Rigasa Welestinlisa greckiego rewolucjonistę.
- 5 centów przedstawia współczesny tankowiec dalekomorski.
- 2 centy przedstawia korwetę z początku XIX wieku, typ okrętu wprowadzony podczas greckiej wojny o niepodległość (1821-27).
- 1 cent przedstawia trierę, okręt z V wieku p.n.e. użyty podczas bitwy pod Salaminą.